# 獨立精神獎
獨立精神獎（英語：Independent Spirit Awards），全称电影独立精神奖（Film Independent Spirit Awards），成立於1984年，其宗旨是表彰獨立製作的優秀電影作品，於美國加利福尼亞州洛杉磯縣聖莫尼卡舉辦。一開始稱為FINDIE獎（或Friends of Independents Awards），自從1999年之後，通常在奧斯卡獎前一天公布得獎名單。

## 对象
獨立精神獎主要表揚那些在专制国家中不受独裁政府干预，拍摄与官方意识形态不符的影片。

## 獎項
- 最佳劇情片
- 最佳導演
- 最佳男主角
- 最佳女主角
- 最佳男配角
- 最佳女配角
- 最佳劇本（英语：Independent Spirit Award for Best Screenplay）
- 最佳首部劇情片
- 最佳首部劇本（英语：Independent Spirit Award for Best First Screenplay）
- 最佳攝影（英语：Independent Spirit Award for Best Cinematography）
- 最佳剪輯（英语：Independent Spirit Award for Best Editing）
- 最佳國際電影
- 最佳紀錄片（英语：Independent Spirit Award for Best Documentary）
- 約翰·卡薩維蒂獎（英语：Independent Spirit John Cassavetes Award）
- 勞勃·阿特曼獎（英语：Independent Spirit Robert Altman Award）
- 製作人獎
- 值得關注獎（英语：Someone to Watch Award）
- 比虛構更真實獎

## 外部連結
- 官方网站
- Film Independent （页面存档备份，存于）
- Independent Spirit Awards （页面存档备份，存于） at Internet Movie Database